# Contes (Pas-de-Calais)
Contes település Franciaországban, Pas-de-Calais megyében. Lakosainak száma 349 fő (2022. január 1.). Contes Offin, Cavron-Saint-Martin, Loison-sur-Créquoise, Beaurainville, Maresquel-Ecquemicourt, Aubin-Saint-Vaast és Hesdin-la-Forêt községekkel határos.

## Népesség
A település népességének változása:
| Lakosok száma | 326  | 325  | 336  | 331  | 334  | 341  | 343  | 344  | 349  |
|               | 2013 | 2015 | 2016 | 2017 | 2018 | 2019 | 2020 | 2021 | 2022 |